# Frederic Leighton

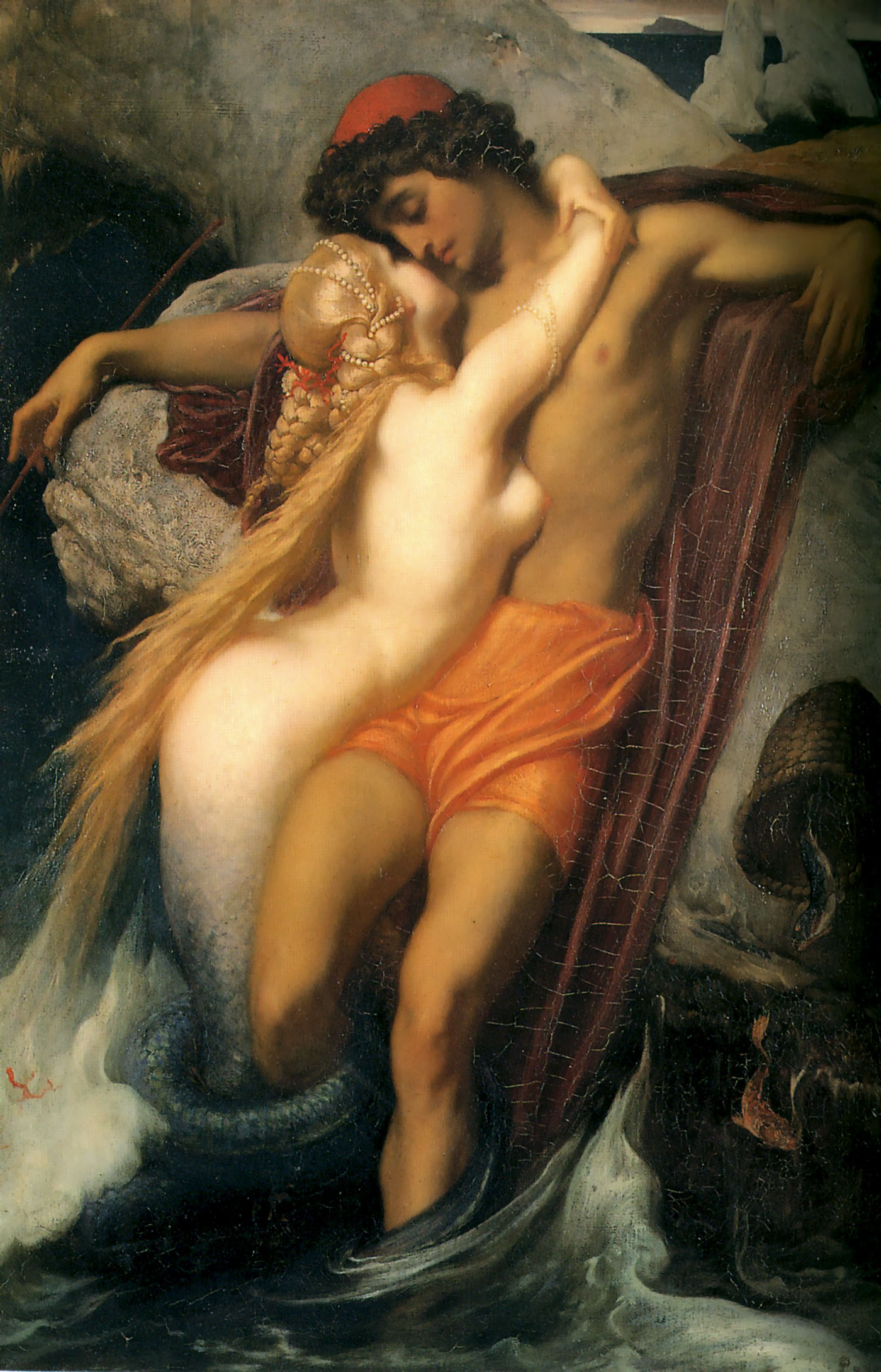
Il pescatore e la sirena (The Fisherman and the Siren; 1858)

Sir Frederic Leighton, I barone Leighton (Scarborough, 3 dicembre 1830 – Londra, 25 gennaio 1896), è stato uno scultore e pittore britannico preraffaellita. Le sue opere a soggetto storico, biblico e mitologico sono tra gli esempi più raffinati di arte vittoriana.

## Biografia
Il padre, Frederic Septimus Leighton (1799–1892), era uno stimato medico, figlio a sua volta di Sir James Boniface Leighton (1769–1843), medico per due zar della Russia, Alessandro I e Nicola I, che accumulò una grossa fortuna negli anni sotto il loro servizio. La madre si chiamava Augusta Susan. Sua sorella Alexandra, divenne una nota biografia per Robert Browning.
Studiò all'University College School di Londra, prima di partire per l'Europa continentale in viaggio di studio. Tra i suoi maestri giovanili, Eduard von Steinle e Giovanni Costa presso cui, a Firenze, venne introdotto all'Accademia di Belle Arti. Tra le sue opere del tempo è famosa la rappresentazione della processione della Madonna di Cimabue attraverso Borgo Allegri.

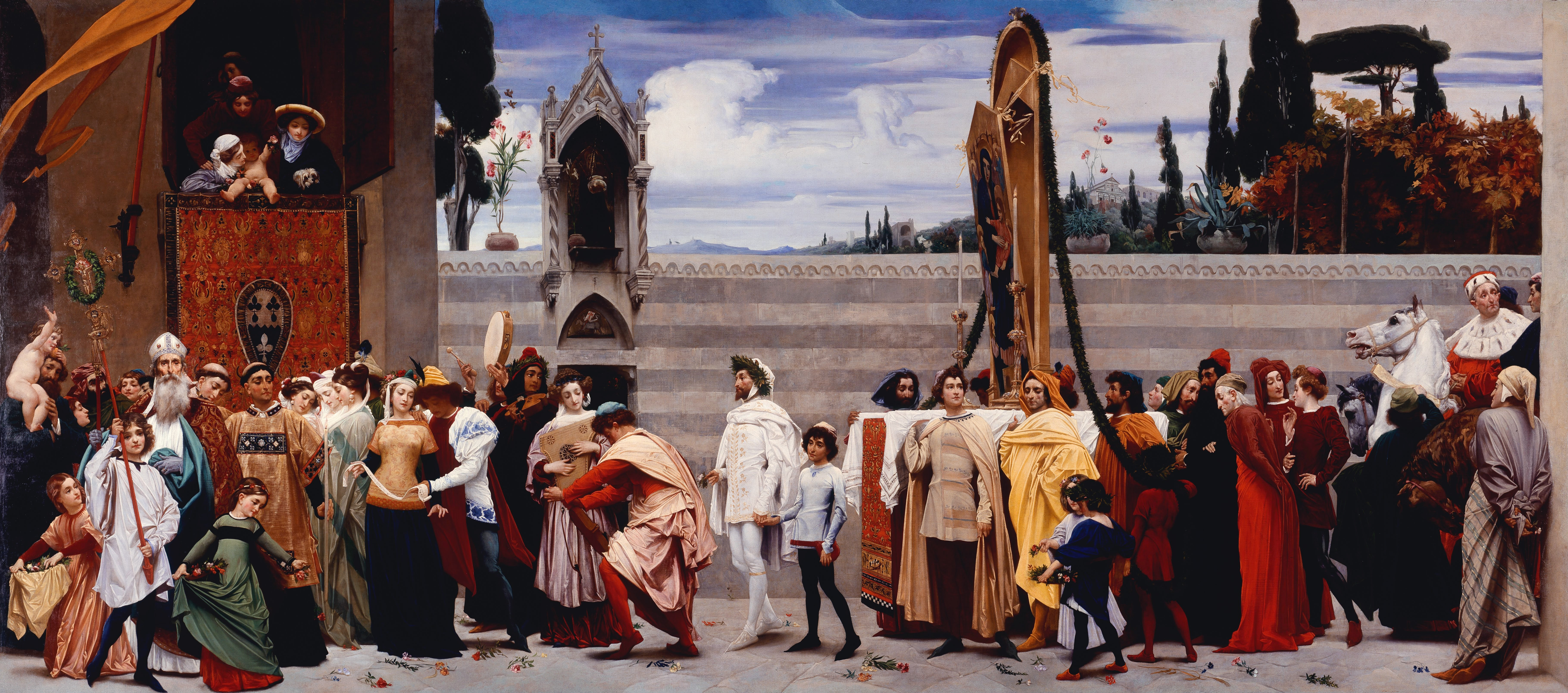
La Madonna di Cimabue portata in processione (Cimabue’s Madonna Carried in Procession; 1853-1855)

Durante la maturità, visse ed operò prima a Parigi (dal 1855 al 1859) e poi a Londra (dal 1860 fino alla morte). Tra i pittori che conobbe in vita e che influenzarono la sua arte, Ingres, Delacroix, Corot e Jean-François Millet. A Londra, dopo essere entrato a far parte dei preraffaelliti, progettò la tomba di Elizabeth Browning, moglie del poeta Robert Browning, e nel 1864 divenne membro della Royal Academy of Arts, per poi diventarne presidente nel 1878; il suo dipinto Avvampante giugno, inizialmente non adeguatamente apprezzato e solo nel 1963 venduto ad un prezzo di appena 1000 £ ad un collezionista per finire a Porto Rico nel museo de Arte de Ponce (per figurare anche come copertina dal titolo La bella dormiente nell'esposizione, allestita nel 2009 al Museo del Prado a Madrid, dedicata alla pittura vittoriana), viene da molti considerato, per forma, colori e iconografia, quale emblema del movimento dei Preraffaelliti.
Venne nominato cavaliere a Windsor nel 1878, baronetto nel 1886 e infine barone nel 1896. Morì nel 1896 senza eredi, un giorno dopo l'ufficializzazione della sua carica: la sua casa a Holland Park è ora il Leighton House Museum e ospita una vasta selezione tra disegni e dipinti.

## Opere

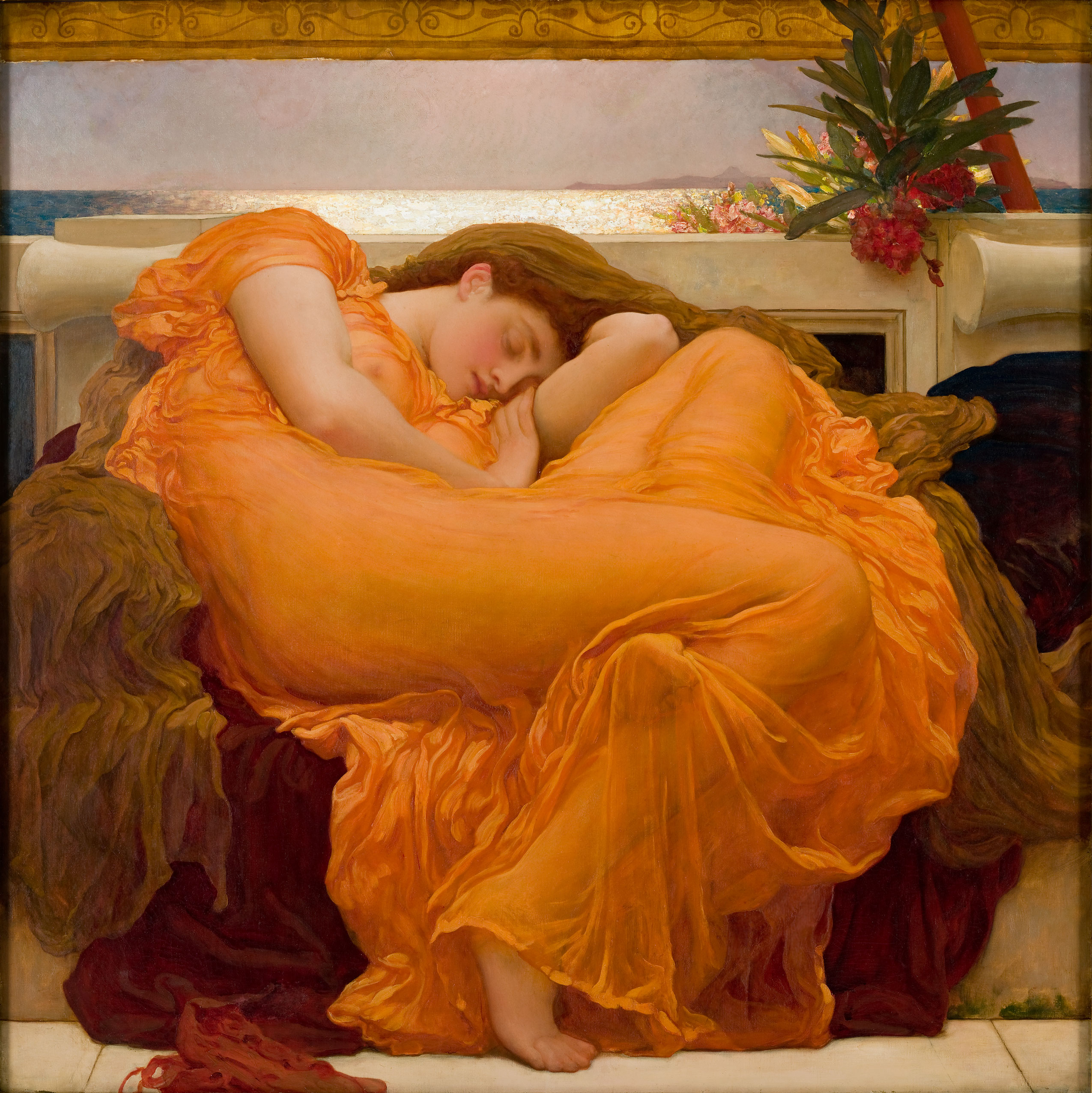
Avvampante giugno (1895)

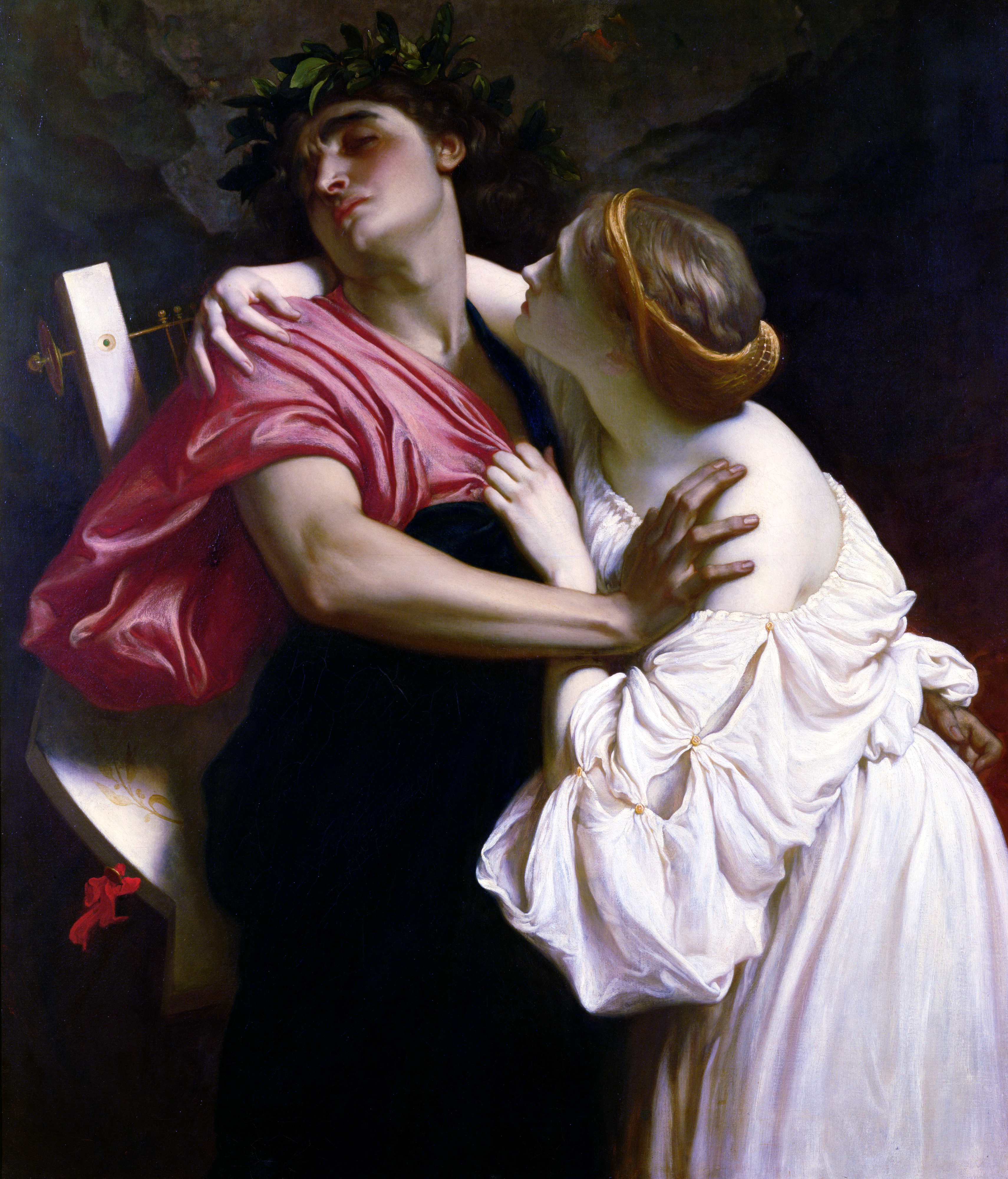
Orfeo ed Euridice (1864)

- Madonna di Cimabue portata in processione per le strade di Firenze (1853-1855), olio su tela. Titolo originale: Cimabue’s Celebrated Madonna is carried in Procession through the Streets of Florence.
- Morte di Brunelleschi (1852), olio su tela. Titolo originale: Death of Brunelleschi.
- Il rinvenimento di Giulietta apparentemente morta (1858). Titolo originale: The Discovery of Juliet Apparently Lifeless.
- La sirena (1858). Titolo originale: The Mermaid.
- Villa Malta a Roma (1860 circa), olio su tela. Titolo originale: The Villa Malta, Rome.
- Actea, la ninfa della spiaggia (1868), olio su tela. Titolo originale: Actaea, the Nymph of the Shore.
- Ercole che combatte contro la morte per il corpo di Alcesti (1869-1871). Titolo originale: Hercules Wrestling with Death for the Body of Alcestis.
- Atleta che combatte contro un pitone (1877), scultura in bronzo. Titolo originale: An Athlete Wrestling with a Python.
- Nausicaa (1878 circa), olio su tela.
- Crenaia, la ninfa del torrente Dargle (1880), olio su tela.
- Psamate (1880), olio su tela.
- Andromaca prigioniera (1888 circa), olio su tela.
- Avvampante giugno (1895), olio su tela. Titolo originale: Flaming June.
- La parabola delle vergini sagge e delle vergini stolte, affresco. Titolo originale: The Parable of the Wise and Foolish Virgins.